# Franz J. Müller
Franz Josef Müller (* 8. September 1924 in Ulm; † 31. März 2015 in München) war ein Mitglied der „Ulmer Abiturientengruppe“, einer Untergruppierung der Weißen Rose. Er gründete 1986 die Weiße Rose Stiftung.

## Leben

### Familie
Benedikt Pfister beschreibt in seiner, als Buch erschienen, Lizenziatsarbeit ab Seite 64, Müllers Familie wie folgt.
Müller stammte aus einer Bauernfamilie. Müller sprach von einem "Clan von etwa 20 Bauernfamilien zwischen Heilbronn und Ulm" Seine Eltern waren Andreas Müller und Maria Müller, geborene Schwer. Der Vater war Gefreiter im Ersten Weltkrieg, später "Bauernanwalt und seit 1933 Leiter der Abteilung III der Kreisbauernschaft", seit 1933 Mitglied der NSDAP und des SA-Reitersturms; und er war Mitglied der Nationalsozialistischen Volkswohlfahrt. Von der Gestapo wurde er 1943 als guter Nationalsozialist beschreiben. Franz Müller sah seinen Vater als typischen Mitläufer, dem Hitler imponiert habe. Sein katholischer Glauben sei ihm aber wichtiger gewesen. Die Mutter war in der NS-Frauenschaft. Franz Müller beschreibt sie als konservativ und der Zentrumspartei nahestehend. Hitler habe sie für einen Verbrecher gehalten. Sie sei die wichtigere Bezugsperson gewesen. Zum einen wollte sich Müller von den familiären Umständen emanzipieren, gleichzeitig gaben sie ihm Halt.
Zwei Jahre nach Franz Müller, kam seine Schwester Lohre Müller zur Welt. Lohre trat später dem Jungmädelbund und dem Bund Deutscher Mädel bei. Die Familie wohnte im Brucknerwege 15. Nach 1939 zogen sie, aus Angst vor Luftangriffen auf Ulm auf den Hof von Maria Müllers Mutter in Einsingen.

### Kindheit und Jugend
Zwischen 1931 und 1935 ging Franz Müller auf die Grundschule. Von 1935 bis Juli 1942 auf das Humanistischen Gymnasium Ulm, wo er einen Reifevermerk erhielt. Seit dem 1. Mai 1935 war Müller beim Deutschen Jungvolk und ab 1938 bei der Hitlerjugend. Zwischen dem 8. Juli und 26. September 1942 musste er zum Reichsarbeitsdienst nach Breisach am Rhein. Seine Rekrutierung zur Wehrmacht war für den Oktober 1942 geplant, wurde aber wegen eines Bänderrisses am linken Fuß verschoben.

### Verteilung des 5. Flugblattes der Weißen Rose
Franz J. Müller sammelte Geld für Briefmarken und Umschläge, in denen Flugblätter der Weißen Rose verschickt wurden, und war auch in die Verteilung der Briefe eingebunden. Oft traf er sich zu diesem Zweck in der geheimen Orgelkammer der Ulmer Martin-Luther-Kirche mit Hans Hirzel, einem Sohn des damaligen Gemeindepfarrers Ernst Hirzel. Mit Hans Hirzel faltete, adressierte und frankierte er dort 1.000 Exemplare des fünften Flugblatts der Weißen Rose. Müller wurde am 2. Februar 1943 zur Wehrmacht eingezogen. Zuerst kam er in die Heilbronner Ludendorff-Kaserne und ab dem 21. Februar zur Feldpost-Einheit 20597 B nach Épinal in Frankreich.
Die Gestapo verhaftete ihn am 17. März 1943. Ein anderes Mitglied der Weißen Rose hatte unter Folter seinen Namen genannt. Am 19. April 1943 begann im Münchner Justizpalast der zweite Weiße-Rose-Prozess vor dem Volksgerichtshofs unter dem Vorsitz von Roland Freisler. Müller wurde zu fünf Jahren Gefängnis verurteilt. Warum Susanne Hirzel, Hans Hirzel und er nicht wie andere Mitglieder der Weißen Rose bei diesem Prozess zum Tode verurteilt wurden, ist unklar. Müller glaubte, dass dabei Freislers Rassismus eine Rolle spielte, da alle drei blond und blauäugig waren. Im Verfahren schrie Freisler: „Sie haben ja ein rassisch gutes Aussehen, wie konnten Sie dann gegen den Führer sein?“ Zum Ende der Zeit des Nationalsozialismus kam Müller wieder frei.

### Nach dem Zweiten Weltkrieg
Statt wie geplant 1947 in die USA zu emigrieren, überzeugte ihn der damalige Ulmer Oberbürgermeister Robert Scholl, Vater der hingerichteten Geschwister Scholl, in Deutschland zu bleiben. Franz J. Müller studierte Rechtswissenschaften in Tübingen, Basel und Freiburg im Breisgau. Er engagierte sich auch beruflich für die Aufarbeitung des Nationalsozialismus. 1986 rief er mit Mitgliedern und Angehörigen der in München hingerichteten Mitglieder der Weißen Rose die Weiße Rose Stiftung ins Leben, die es sich zum Ziel gesetzt hat, das geistige Vermächtnis der Weißen Rose weiterzugeben. Bereits seit Anfang der 1970er Jahre sprach Müller regelmäßig als Zeitzeuge vor Schulklassen, um über sein Leben und die Weiße Rose zu berichten. Er ist auch in der Ulmer DenkStätte Weiße Rose porträtiert.
Franz J. Müller war unter anderem Träger der Auszeichnung München leuchtet und wurde mit einer Yad-Vashem-Medaille ausgezeichnet, einer Medaille des Staates Israel zur Anerkennung der Mitgliedschaft Müllers in der „Weiße Rose“ und für deren Engagement gegen das NS-Regime. Diese Medaille führt allerdings nicht zu einem Eintrag auf der offiziellen Webseite von Yad Vashem unter den deutschen Gerechten unter den Völkern.
Franz J. Müller starb am 31. März 2015 im Alter von 90 Jahren nach langer Krankheit in München.

## Film
- Die weiße Rose, deutscher Spielfilm von 1982, Regie: Michael Verhoeven
- Sophie Scholl – Die letzten Tage, deutscher Spielfilm von 2005, Regie: Marc Rothemund